# 赫尔曼·舍尔兴

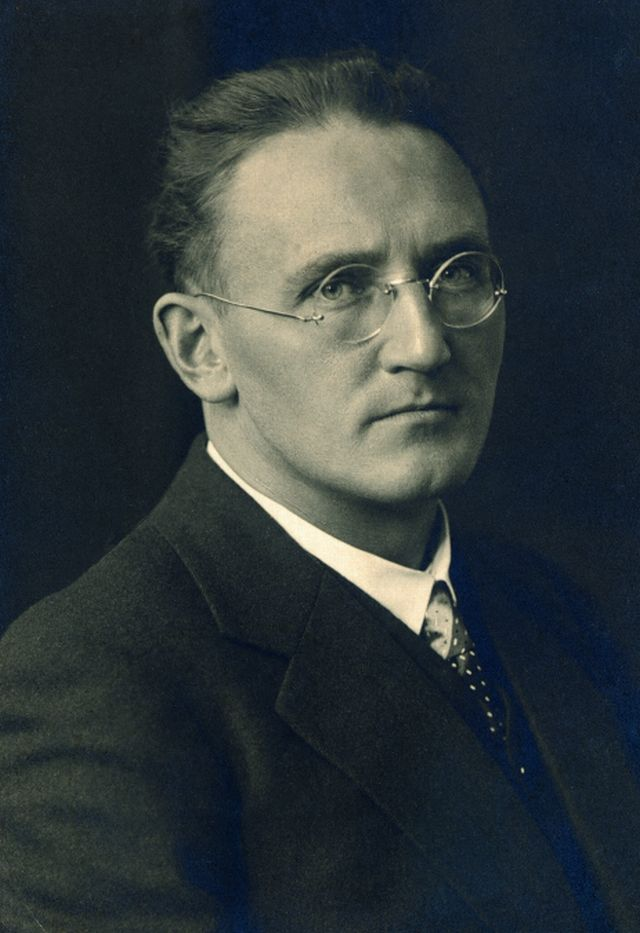
赫尔曼·舍尔兴

赫尔曼·舍尔兴（德語：Hermann Scherchen，1891年6月21日—1966年6月12日），德国指挥家。
舍尔兴对新音乐的投入无人能出其右，組織並指挥了許多當代作品的首演，包括了勋伯格、贝尔格、韦伯恩、兴德米特、科奈克與理查·施特劳斯等人的作品在內，為此他特別组建了乐团，藉以滿足當代音乐的特殊需求。

## 生平
1891年出生于柏林，幼年舍尔兴首先接觸的樂器是小提琴，后来在柏林以中提琴家的身份开始其音乐生涯（1907年–1910年）。他主要是通过自学学习指挥的，这也成为了他后来的职业。
20世纪10年代对舍尔兴而言十分重要：1911年，他與阿诺德·勋伯格相遇，这对他的音乐发展道路有很重要的意义。1917年他以战争犯的罪名被逮捕，并被投放到乌拉尔山脉一个监狱。1918年，舍尔兴返回柏林，並成立了"舍尔兴四重奏团"，创办了报纸《梅洛斯》，此外也從事教学，指导了两个工人合唱团。
在接下来的几年里，他在幾個城市間担任指挥工作，包括莱比锡（1920年–1921年）、法兰克福（1922年–1924年；继福特文格勒后担任「博物馆音乐会」指挥）、温特图尔（1923年–1947年）、加里宁格勒（1928年–1931年；音乐总指导，此外还担任当地广播交响乐团的音乐指导直到1933年為止）等地。从1923年起他加入「国际新音乐协会」。1933年，这位坚定的共产党员因拒绝加入纳粹党而被迫离开德国。1945年到1950年在贝罗明斯特担任指挥，同时也是瑞士广播电台录音棚乐团的首席指挥。从1950年起他在达姆施塔特到达姆施塔特新音乐免费课程讲课。1954年舍尔兴在UNESCO的支持下，在当时的住地格拉维萨诺成立了一个工作室，专注于广播录音技术的研究。1959年–1960年間，他在赫尔福特担任西北德爱乐（今北德廣播易北愛樂樂團）的首席指挥。
1966年，舍尔兴在佛罗伦萨逝世。

## 作品

### 商業錄音
舍尔兴的唱片曲目廣達數百首，从巴洛克到现代派皆有。

### 著作
- 《指挥学》，1929年
- Vom Wesen der Musik，1946年
- 《大众音乐》，1950年
- 《让万物都发音：一位指挥家的信1920–1939》，1976年
- 《我的生活》，1984年

## 個人生活

### 家庭
- 妻：萧淑娴